# Lebanon (Pennsylvanie)
Pour les articles homonymes, voir Lebanon.
La ville de Lebanon est le siège du comté de Lebanon, situé en Pennsylvanie, aux États-Unis. Elle comptait 25 477 habitants lors du recensement de 2010.

## Source
- (en) Cet article est partiellement ou en totalité issu de l’article de Wikipédia en anglais intitulé « Lebanon, Pennsylvania » (voir la liste des auteurs).